# Omoertag (plaats)
Omoertag of Omurtag (Bulgaars: Омуртаг, Turks: Osmanpazarı) is een stad in de Bulgaarse oblast Targovisjte. Het is de hoofdplaats van de gelijknamige gemeente Omoertag. De stad is vernoemd naar khan Omoertag uit de negende eeuw.
Omoertag is een kruispunt van belangrijke corridors voor het wegvervoer: west-oost (Sofia- Varna) en noord-zuid (Roese-Jambol-Sliven).

## Geografie
De stad ligt zo’n 525 meter boven de zeespiegel, in het oostelijke deel van het Balkangebergte. De stad ligt 24 km ten zuidwesten van Targovisjte, 77 km ten oosten van Veliko Tarnvo en 141 km ten zuiden van Roese.
De gemeente Omoertag is gelegen in het zuidelijke deel van de oblast Targovisjte. Met een oppervlakte van 400,831 vierkante kilometer is het de op een na kleinste gemeente van de oblast (14,79% van het grondgebied). De grenzen zijn als volgt:
- in het westen - gemeente Antonovo;
- in het noorden - gemeente Targovisjte;
- in het oosten - gemeente Varbitsa, oblast Sjoemen;
- in het zuiden - gemeente Kotel, oblast Sliven.

## Bevolking
Op 31 december 2020 telde de stad Omoertag 7.018 inwoners, terwijl het stedelijk gebied met de nabijgelegen dorpen 20.674 had. De bevolking van de stad Omoertag bereikte in 1985 een maximum van ruim 9.500 inwoners. Sindsdien neemt het bevolkingsaantal langzaam maar geleidelijk af als gevolg van de verslechterde economische situatie in de regio. De bevolkingskrimp is vooral aanwezig op het platteland.

### Religie
De laatste volkstelling werd uitgevoerd in februari 2011 en was optioneel. Van de 21.853 inwoners reageerden er 14.273 op de volkstelling. Van deze 14.273 respondenten waren er 10.798 islamitisch, oftewel 75,7% van alle ondervraagden. De Bulgaars-Orthodoxe Kerk had 2.638 aanhangers, oftewel 18,48% van alle ondervraagden. De rest van de bevolking had een andere geloofsovertuiging of was niet religieus.
| Religieuze samenstelling in februari 2011 | Religieuze samenstelling in februari 2011 | Religieuze samenstelling in februari 2011 | Religieuze samenstelling in februari 2011 | Religieuze samenstelling in februari 2011 |
| ----------------------------------------- | ----------------------------------------- | ----------------------------------------- | ----------------------------------------- | ----------------------------------------- |
|                                           |                                           |                                           |                                           |                                           |
| Bulgaars-Orthodoxe Kerk                   | Bulgaars-Orthodoxe Kerk                   |                                           | 18,48%                                    | 18,48%                                    |
| Katholieke Kerk                           | Katholieke Kerk                           |                                           | 0,25%                                     | 0,25%                                     |
| Protestantisme                            | Protestantisme                            |                                           | 0,00%                                     | 0,00%                                     |
| Islam                                     | Islam                                     |                                           | 75,65%                                    | 75,65%                                    |
| Geen                                      | Geen                                      |                                           | 1,90%                                     | 1,90%                                     |
| Anders/ Onbekend                          | Anders/ Onbekend                          |                                           | 3,72%                                     | 3,72%                                     |